# La novela de un joven pobre (película de 1968)
 Por un caminito es una película argentina dirigida por Enrique Cahen Salaberry según guion de Virgilio Muguerza sobre la novela Le Roman d'un jeune homme pauvre de Octave Feuillet que se estrenó el 11 de abril de 1968 y que tuvo como protagonistas a Leo Dan y Niní Marshall, con las actuaciones de Rafael Carret y Erika Wallner. Fue filmada parcialmente en Bariloche.

## Sinopsis
Un joven se ve obligado por razones económicas a trabajar como administrador de una estancia en el sur de Argentina y allí trata de conquistar a una rica heredera.

## Reparto
- Leo Dan	... 	Leonardo Martínez Alba
- Niní Marshall	... 	Carolina
- Rafael Carret	... 	Mariano
- Erika Wallner	... 	Margarita Quijano
- Guillermo Battaglia	... 	Santiago Quijano
- Roberto Airaldi	... 	Don Lorenzo
- Silvina Rada	... 	Luisita
- Los Títeres de Horacio
- Santiago Ayala
- Norma Viola
- Susana Giménez
- Abel Sáenz Buhr
- Lilly Vicet

## Comentarios
La crónica del El Cronista Comercial dijo: «Un film de paisaje pobre... Niní Marshall ofrece una insulsa versión de "Mónica" (infaliblemente la actriz pierde efectividad cuando no cuenta con libreto propio)» y Manrupe y Portela opinan que es una «intrascendente adaptación en colores y aggiornada, en la que dos cómicos de importancia tratan de salvar al inexpresivo protagonista sin lograrlo».

## Otras versiones fílmicas
Otras películas basadas en La novela de un joven pobre fueron:
- Le roman d'un jeune homme pauvre, película francesa dirigida en 1927 por Gaston Ravel.
- Le roman d'un jeune homme pauvre, película francesa dirigida en 1936 por Abel Gance.
- La novela de un joven pobre, película argentina dirigida en 1942 por Luis Bayón Herrera.